# Ophiocten bisquamatum
Ophiocten bisquamatum är en ormstjärneart som beskrevs av Ole Theodor Jensen Mortensen 1936. Ophiocten bisquamatum ingår i släktet Ophiocten och familjen fransormstjärnor. Inga underarter finns listade i Catalogue of Life.